# Bernhard von Beverförde zu Werries
Bernhard von Beverförde zu Werries (* um 1605; † 24. Oktober 1636 in Twente) war Domherr in Münster.

## Leben

### Herkunft und Familie
Bernhard von Beverförde entstammte dem westfälischen Adelsgeschlecht Beverförde zu Werries und war der Sohn des Johann Christoph von Beverförde zu Werries († 1626) und dessen Gemahlin Kiliana von Brabeck. Sein Bruder Johann Friedrich († 1670, ⚭ Ida von Plettenberg zu Lehnhausen) war Stammherr, sein Bruder Bernhard Engelbert (1609–1690) Subdiakon und Assessor der Landespfennigkammer.

### Wirken
Mit dem Erhalt der Tonsur am 25. Februar 1625 wurde Bernhard auf ein geistliches Leben vorbereitet. Bereits am 3. März wurde er für eine münstersche Dompräbende präsentiert. Am 9. April 1625 nahm er diese in Besitz. Seiner Bitte, ihn wegen finanzieller Nöte seiner Mutter vorzeitig zur Emanzipation zuzulassen, wurde entsprochen. So fiel die Emanzipation auf den 17. Juli des Jahres. Bernhard starb in der Twente an der grassierenden Pest.